# Face (géométrie)
Pour les articles homonymes, voir Face.

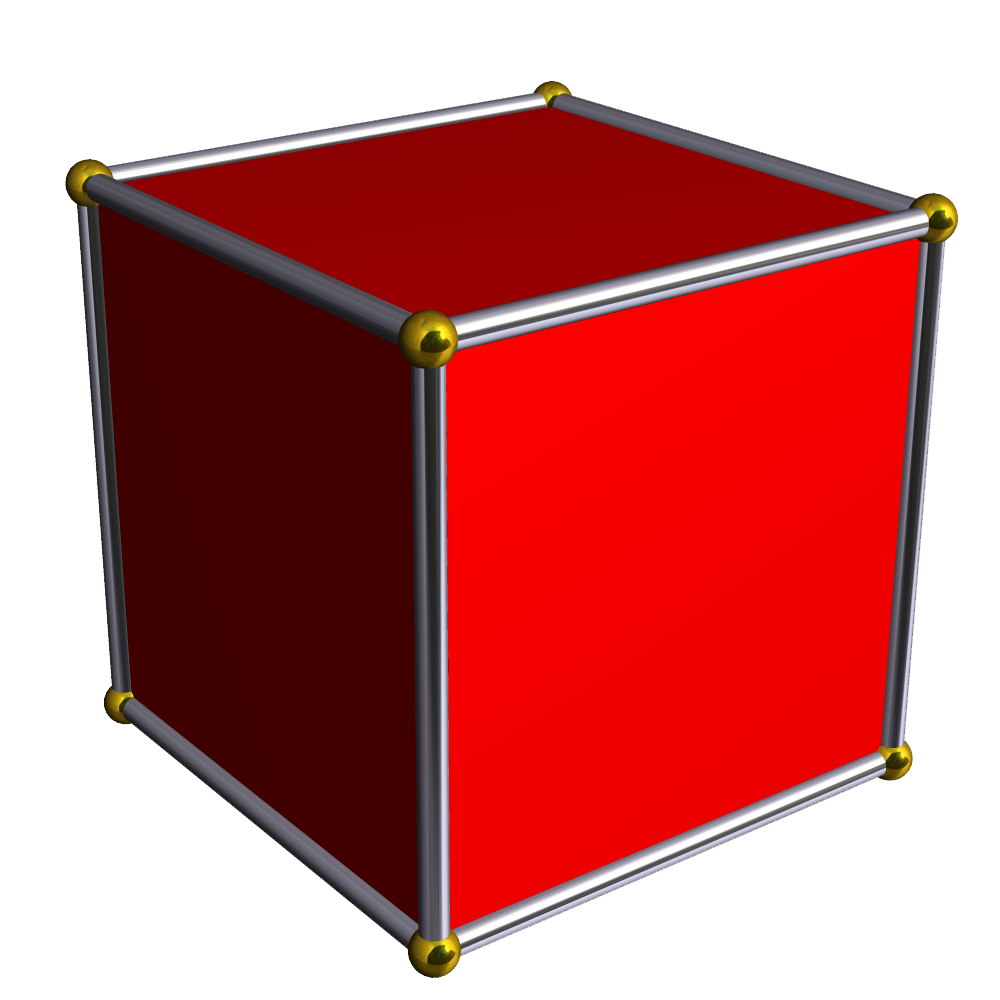
Chaque sommet d’un cube est commun à trois de ses six faces carrées.

Dessins en fil de fer de trois cubes avec coloriés en rouge, de gauche à droite, un sommet, une arête, et une face.

En géométrie, les faces d'un polyèdre sont les polygones qui le bordent. Par exemple, un cube possède six faces qui sont des carrés.  Le suffixe èdre de polyèdre,  dérivé du grec hedra,  signifie face.
Par extension, les faces d'un polytope de dimension n sont tous les polytopes de dimension strictement inférieure à n qui le bordent (et pas seulement ceux de dimension n-1).

## Définition formelle
En géométrie convexe (en), une face d'un polytope convexe P est définie comme étant le polytope intersection de P avec l'un de ses hyperplans d'appui.
Une face de dimension k est appelée k-face.
Par cette définition, un 4-polytope (par exemple, un tesseract) possède les faces suivantes :
- 4-face : le 4-polytope lui-même, de dimension 4 ;
- 3-face : toute cellule, de dimension 3 ;
- 2-face : toute face polygonale (correspondant à la définition courante du terme) ;
- 1-face : toute arête
- 0-face : tout sommet
- l'ensemble vide.

Diagramme de Schlegel d'un tesseract, hypercube en 4 dimensions : chaque arête est entourée par 3 cellules cubiques. Le polychore possède au total 8 cellules cubiques, 24 faces carrées, 32 arêtes et 16 sommets.
Pavage carré : chaque sommet du pavage est entouré par quatre faces.

## Facette
Si un polytope est de dimension n, ses (n–1)-faces sont parfois appelées « facettes ». Il s'agit, par exemple, d'une cellule d'un 4-polytope, d'une face d'un polyèdre ou d'une arête d'un polygone.
Une (n–2)-face est parfois appelée « arête ».